# Grabowiec (osada leśna w powiecie radzyńskim)
Grabowiec – osada leśna w Polsce położona w województwie lubelskim, w powiecie radzyńskim, w gminie Kąkolewnica.
W latach 1975–1998 miejscowość administracyjnie należała do województwa bialskopodlaskiego.